# Déhydroépiandrostérone
Pour les articles homonymes, voir DHA.
La déhydroépiandrostérone (DHA ou DHEA) ou prastérone, est un androgène qui est réputé pour ses effets antivieillissement (d'où son surnom médiatique d'« hormone de jouvence »). Son efficacité est encore contestée, de nombreuses études n'ayant pas atteint de conclusion nette.
Commercialisé sous forme de complément alimentaire, cette hormone est actuellement considérée comme un produit dopant par l'Agence mondiale antidopage.

## Historique
Le biochimiste allemand Adolf Butenandt, prix Nobel de chimie de 1939, démontre sa présence dans les urines humaines en 1931, puis deux chercheurs, Migeon et Plager, l'isolent dans le sang en 1954. Quatre ans plus tard, le professeur Max Fernand Jayle parvient à doser précisément la décroissance quasi linéaire de la DHEA chez l'homme et la femme au fur et à mesure du vieillissement. En 1960, un de ses élèves, le docteur Étienne-Émile Baulieu découvre que la DHEA est synthétisée par la glande surrénale, sous forme de sulfate de DHEA (ou DHEAS).

## Synthèse
La DHEA est sécrétée par la zone réticulée et fasciculée du cortex de la glande surrénale grâce à la présence d'enzymes : la CytP450-scc (qui transforme le cholestérol en prégnénolone) et la CytP450-c17 (qui transforme la prégnénolone en 17-OH prégnénolone puis la 17-OH prégnénolone en DHEA). Ces deux cytochromes sont présentes dans la zone fasciculée et réticulée des surrénales. Elle circule dans le sang essentiellement sous la forme de sulfate de DHEA. Elle est diminuée lors de l'insuffisance surrénale d'origine centrale.

## Rôles
Normalement présente dans l'organisme à partir de l'âge de 6 ans environ, son taux tend à décroître avec l'âge. Cet androgène, qui est produit également par les femmes, influence entre autres la pousse des poils et la maturation cérébrale. Il agit en se fixant sur des récepteurs spécifiques ou en se transformant en dérivés androgéniques et œstrogéniques.
Un taux bas de DHEA est corrélé avec la survenue d'un athérome (avec ses complications cardiovasculaires), une ostéoporose, une dysfonction endothéliale ou de la libido. Un taux élevé est corrélé avec un poids plus faible.

## Efficacité alléguée en tant que médicament
L'efficacité de la DHEA reste controversée. Elle a été établie le plus souvent grâce à des études animales ou effectuées par comparaison avec un placebo (notamment l'étude DHEAge).
L'action de la DHEA, rapportée en 2000 par l'étude DHEAge, a montré une amélioration des propriétés mécaniques de la peau et de la densité osseuse, uniquement chez les femmes âgées de 70 ans ou davantage. Une amélioration de la libido a été également constatée. Ses bénéfices ne sont pas confirmés par d'autres données, ne relevant aucune amélioration sur plusieurs paramètres, dont la qualité de vie.
La DHEA est commercialisée depuis les années 1990 dans des pays comme les États-Unis en tant que simple complément alimentaire. En France, la prastérone est disponible en pharmacie sous forme de préparation magistrale sous réserve d'avoir été prescrite par un médecin. En tant que médicament (Intrarosa), elle a reçu une autorisation de mise sur le marché dans la prise en charge de l'atrophie vulvovaginale chez la femme ménopausée.
Actuellement[Quand ?], plusieurs milliers de personnes prennent de la DHEA-sulfate, en majorité par prescription médicale. La médecine anti-âge la conseille quand deux critères sont présents : niveau sanguin faible (inférieur à 150 µg/dl) et signes cliniques indicateurs de faible taux sanguin de DHEA-S (asthénie, dépression, diminution de la libido, perte de force musculaire, stress, baisse de mémoire, diabète, cholestérol élevé, maladies cardiovasculaires, surcharge pondérale, ménopause, maladies auto-immunes).

## Effets secondaires
La molécule est, en règle générale, bien tolérée dans les limites d'une prise quotidienne de 50 mg/j pendant au minimum six mois, que ce soit pour une femme ou un homme, accompagnée d'une activité physique régulière.

## Lutte antidopage
L'Agence mondiale antidopage intègre la déhydroépiandrostérone ou prastérone dans son tableau des substances interdites en permanence pour les sportifs professionnels. Parmi les sportifs contrôlés positifs et suspendus figurent l'athlète américain LaShawn Merritt en 2010, la nageuse russe Yulia Efimova en 2014 et le footballeur français Paul Pogba en 2023.